# Самоходная мина

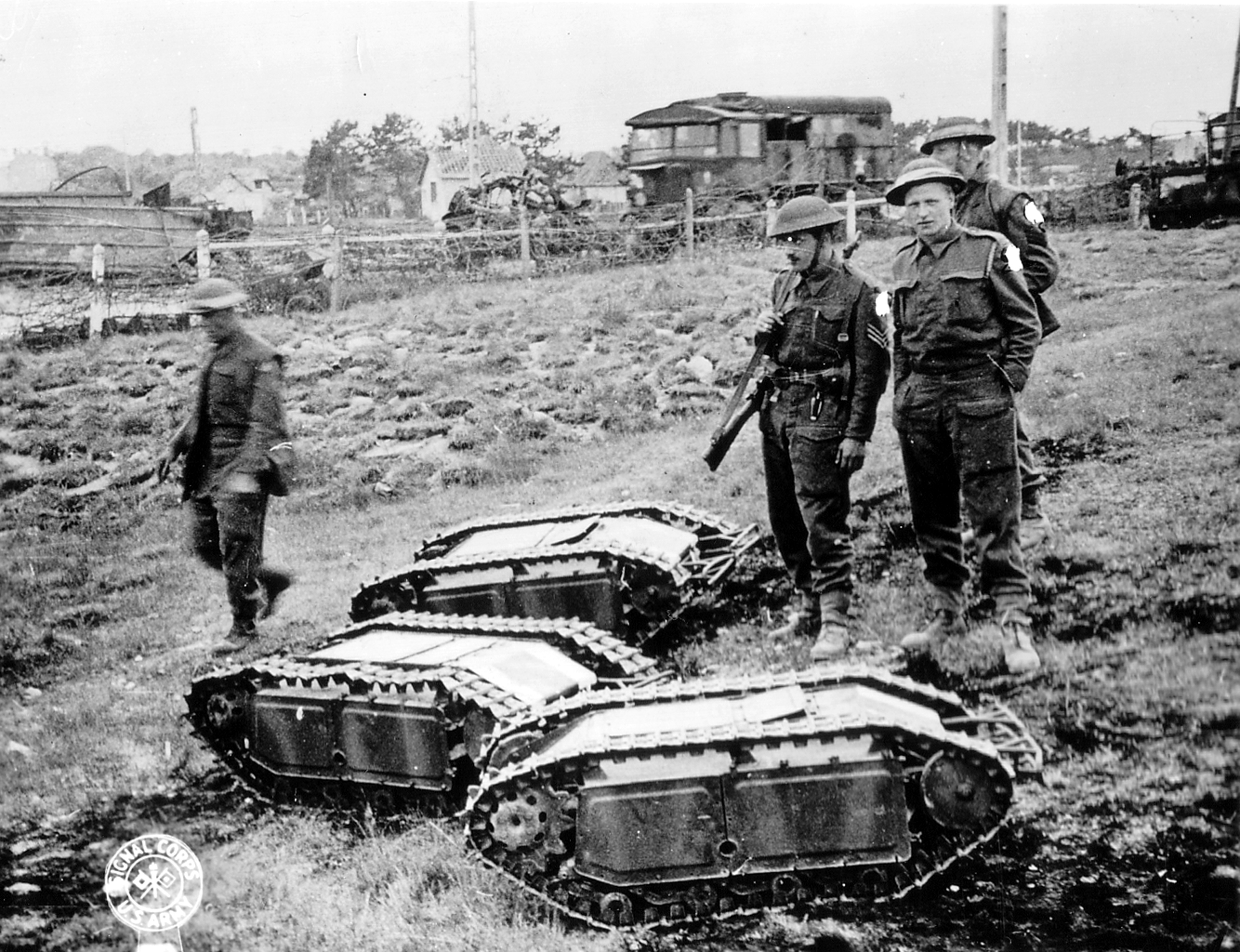
Немецкий «Голиаф» времён Второй мировой войны — наиболее массовая, широко известная и узнаваемая гусеничная самоходная мина

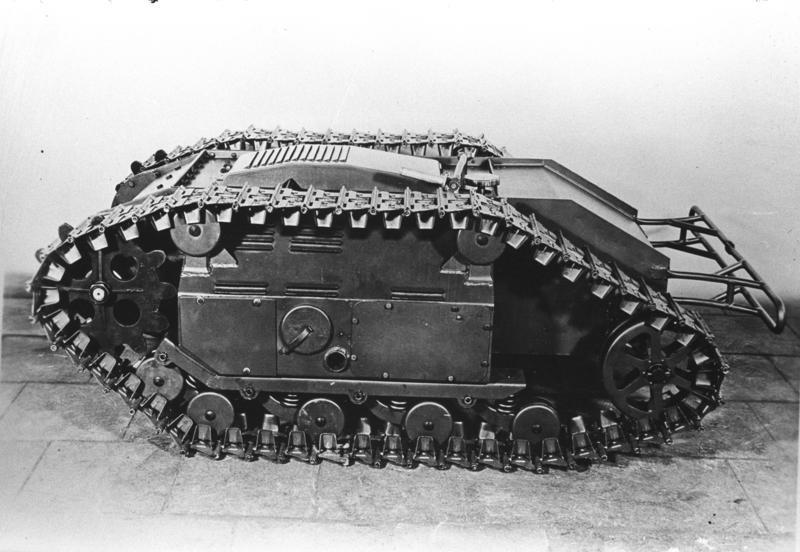
Гусеничная торпеда «Голиаф» Sd.Kfz.303a (вариант машины, оснащённый бензиновым двигателем)

Самоходная мина (гусеничная торпеда, танкетка-торпеда) — разновидность противотанкового оружия ненаправленного фугасного действия. В настоящее время не применяется.
Конструктивно представляет собой небольшую невооружённую беспилотную гусеничную машину, схожую с танкеткой, управляемую дистанционно и несущую заряд взрывчатого вещества, достаточный для пробивания танковой брони. В качестве силовой установки может иметь один или несколько электродвигателей либо двигатель внутреннего сгорания. Применяется из укрытия, управляется одним оператором по проводам либо при помощи радиосигнала; подрыв осуществляется командой оператора либо при наезде машины противника. Обезвредить мину можно путём расстрела после демаскировки, либо, в случае управления по проводам, путём их перерезания.

## История
Впервые идея гусеничной мины возникла и получила реализацию в период Первой мировой войны: в 1915 году французскими инженерами Обрио и Габэ была создана опытная машина Torpille Terrestre («наземная торпеда»). Как и в случае с другими проектами Обрио и Габэ, работы по торпеде были прекращены на этапе испытаний.
В межвоенный период гусеничные мины стали активно разрабатываться различными государствами, однако все их проекты этого периода либо не получили практической реализации, либо (как, например, японская «Я-И-Го», французские «Vehicules P» и «Engin K») были реализованы в металле, но, в силу различных причин, серийно не производились.
В период Второй мировой войны гусеничные мины серийно производились лишь в нацистской Германии, где машины данного типа получили достаточно широкое распространение. Во время Второй мировой войны Вермахт использовал три дистанционно управляемых танка-подрывника: легкий «Голиаф» (Sd.Kfz. 302/303a/303b), средний «Springer» (Sd.Kfz. 304) и тяжелый «Borgward IV» (Sd.Kfz. 301). Аналогичная машина была создана в СССР инженером и изобретателем Александром Казанцевым; самоходная мина его конструкции, получившие обозначение ЭТ-1-627, были выпущены в небольшом количестве и сыграли роль при прорыве блокады Ленинграда, однако дальнейшего распространения не получили. Работы в данном направлении велись также в Великобритании, однако английские машины остались исключительно экспериментальными и в боевых действиях не участвовали.
В послевоенный период, в связи с развитием противотанкового вооружения (в особенности противотанковых ракет), концепция гусеничных мин уже считалась окончательно устаревшей, но они продолжали рассматриваться в качестве потенциального варианта противотанкового оружия ещё в середине 1950-х годов.

## В массовой культуре
- В известном варгейме «Warhammer 40,000» фракция «Имперская Гвардия» имеет возможность использования гусеничной мины «Циклоп», управляемой при помощи радиосигнала из машины управления (переоборудованной БМП «Химера»)[6]. Характеристики машины и её применение в игре крайне условны, однако в общих чертах они повторяют таковые у реальных самоходных мин.
- В кино немецкую гусеничную мину «Голиаф») можно увидеть в киноэпопее Юрия Озерова «Солдаты свободы» (фильм второй), в фильме «Канал» (Польша, 1957), в фильме «Город 44» (Польша, 2014), посвящённых восстанию в Варшаве 1944 года. В фильме «Город 44», помимо «Голиафа», также есть кадры эпизода с немецкой тяжелой самоходной миной «Borgward IV».

### Сноски
1. ↑  В ранних проектах самоходных мин предполагалось их использование преимущественно для прорыва укреплений противника.